# Pteropus dasymallus
Pteropus dasymallus — вид рукокрилих, родини Криланових.

## Поширення, поведінка
Країни поширення: Японія, Філіппіни, Тайвань. Це лісовий вид з дієтою, що складається в основному з інжиру. У Японії вони ночують по всіх островах, а також були помічені в міських районах, де посаджені плодові дерева. Вони покояться протягом дня поодинці або в невеликих групах, звисаючи з гілок дерев.

## Загрози та охорона
Існує деяке полювання на Філіппінах. В Японії втрата середовища існування залишається проблемою на більшості островів, хоча на деяких островах (Міяко і Дайто), популяції зростають, де плодові дерева були посаджені в міських районах. На Тайвані в минулому на вид полювали для споживання, і популяція виду була скорочено до такої міри, що він вважається під загрозою зникнення.